# 从结婚开始恋爱
《從結婚開始戀愛》，是一部2020年中國都市愛情劇，改編自泰國作者的小說《契约丈夫》。該劇由導演徐馳執導，周雨彤、龔俊領銜主演，金泽、吳曼思助演。本劇描述家居集團霸道總裁鹿方寧和溫柔外科醫生凌睿，因契约结婚，婚後相愛的愛情故事。於2020年10月29日芒果TV首播。再於2022年1月28日东方卫视下午档播出, 为2022年央视和地方卫视非黄金时段首播收官电视剧单频道收视率亚军。

## 播放平台
| 頻道          | 所在地   | 播映日期       | 備註              |
| 芒果TV        | 中国大陆 | 2020年10月29日 |                   |
| Astro 双星    | 马来西亚 | 2020年11月5日  | 每晚 20:00－21:00 |
| Astro 双星 HD | 马来西亚 | 2020年11月5日  | 每晚 20:00－21:00 |
| 东方卫视      | 中国大陆 | 2022年1月28日  |                   |
| 人間衛視      | 臺灣     | 2023年2月24日  | 晚上10:00         |

## 劇情簡介
大型家俱企業鹿鳴集團總經理鹿方寧，事業上有聲有色。以一年內結婚為條件，與父親達成推行新品牌的支持。而外科醫生凌睿帥氣的外表和天使般的内心，以及擁有職業素養，再加上為了還清債務，答應為期一年的契約婚姻。婚後，行事強硬的鹿方寧為了生活嘗試改變，和凌睿逐漸產生真感情。但婚姻在雙方家庭與事業風波下，逐漸脫離生活正軌。在事業危機與不打擾凌睿進修的狀況下選擇離婚並出國。回國後兩人重修舊好，並靠著凌睿的執著與堅持，讓鹿方寧懂得什麼是真愛，決定攜手面對一切並珍惜彼此。

## 演員表

### 主要演員
| 演員   | 角色   | 介紹 | 原版配音 |
| 周雨彤 | 鹿方寧 | 鹿鳴集團千金兼總經理 個性冷酷傲驕、直來直往，很有個人魅力與總裁的魄力。事業雖風生水起，但内心敏感孤獨與害怕受傷，面對危機總是先下手為強來避免失敗，而姐姐鹿玥的去世一直是過不去的坎，因此想創辦新的家俱品牌英菲尼特。事業受創時，獨自到國外並請鹿亦堯幫凌睿到德國研究所進修，自己則生下並撫養鹿呦呦。回國後，因為凌睿的堅持，終於明白愛和婚姻的真諦，重新和凌睿在一起。 | 原聲     |
| 龔俊   | 凌睿   | 私人醫院外科醫生 溫柔又理性，很喜歡與家人相處的氛圍。與鹿方寧契約結婚後戀愛，總是與鹿方寧共同解決問題。六年前，因为鹿方寧放棄了去德國研究所，後被知曉。看了鹿方寧留下的離婚協議書和硬幣，每天像瘋了一樣找鹿方寧。六年後重逢，才得知鹿呦呦的存在，並在最後與鹿方寧復合。                                                                                                 | 吳韜     |
| 金澤   | 鹿亦堯 | 鹿鳴集團總監 鹿家的養子，蔡思雨的暗戀對象，也是鹿方寧感情很好的叔叔，但一直在暗戀鹿方寧。鹿方寧事業受創的同時，請鹿亦堯幫助凌睿去德國研究所。與蔡思雨在一起時，只是想利用其來得到鹿方寧，不過在朝夕相處中愛上蔡思雨，但已與其分手。六年後因想念了蔡思雨100次後開始追求，與蔡思雨復合並求婚了。                                                                          | 楊天翔   |
| 吳曼思 | 蔡思雨 | 娛樂記者→鹿鳴集團策畫部員工→言情小說家 娛樂雜誌記者，後進入鹿鳴集團策劃部，喜歡鹿亦堯，成為鹿方寧閨蜜。曾與鹿亦堯在一起，但其實是被其利用，與其分手並放棄鹿亦堯。鹿鳴集團股權轉讓之後，成為言情小說家，六年後跟鹿亦堯復合。 | 劉晴     |
| 李思奇 | 唐蘋   | 網紅 富二代網紅，家境優渥、集寵愛於一身的她個性驕縱易躁，也是鹿方寧從小到大的情敵，喜歡凌睿，鬥嘴常常講輸鹿方寧。變態跟蹤事件中因為鹿方寧的幫忙，和鹿方寧打開心結成為好友。六年後，當了演員和醫生彭博有感情。 | 李詩萌   |

### 其他演員
| 演員            | 角色       | 介紹 | 原版配音 |
| 麻駿            | 鹿文賓     | 鹿方寧之父，因為鹿玥的死，與鹿方寧的父女關係一直處在冰點，很想關心兒女，卻一直弄錯了方式，最後兩人打開心结，重修父女感情。                                                     |          |
| 袁志博 特別演出 | 杨宜       | 鹿文賓之妻。鹿方寧後媽。 |          |
| 張羽清 特別演出 | 秦雨江     | 江城集團總經理、鹿亦堯前未婚妻。 |          |
| 杜雨宸          | 鹿玥       | 鹿方寧的姐姐。高爾凡女友。非常疼爱鹿方寧，和鹿方寧過完生日後，遇到車禍去世。                                                                                                   |          |
| 張舒淪          | 高爾凡     | 鹿玥男友。因鹿玥車禍去世，為了報復鹿方寧應徵秘書，每年生日都寄明信片給鹿方寧，時機成熟搶了鹿鳴，六年後，了解到自己想要什麼，和大家和好，把鹿鳴股份轉讓给鹿亦堯，最後環遊世界。 | 原聲     |
| 肖燃            | 鹿方宇     | 鹿方寧同父異母的弟弟，喜歡跳芭蕾舞，夢想成為男版黑天鵝。 |          |
|                 | 鹿呦呦     | 凌睿與鹿方寧之子。吵著要回國找爸爸和沈卓一起回國。 |          |
| 單保中          | 楊董       | 鹿鳴集團股東。 |          |
| 屈浩明          | 楊明       | 楊董的兒子，試圖對鹿方寧下藥性侵未遂。 |          |
| 姚望            | 沈卓       | 鹿方寧的好友兼新品牌英菲尼特的合作夥伴，呦呦的乾爸，因為手受傷要回國，便把鹿呦呦一起帶回國。                                                                                   |          |
| 孫樂天          | 李董       | 鹿鳴集團股東。 |          |
| 張萍娟          | 肖穎之     | 鹿鳴集團股東。 |          |
| 張晗            | 祝小程     | 凌睿母親。 |          |
| 馮軍            | 凌韵之     | 凌睿的大姑姑。 |          |
| 王璟彦          | 凌雅之     | 凌睿的小姑姑，與鹿方宇同事兼朋友，向鹿方宇借400萬，進而間接促成鹿方寧與凌睿的婚姻。                                                                                            |          |
| 刘威龙          | 彭博       | 凌睿的幼時玩伴兼同事，唐蘋的粉絲後援會一直不露面的會長，《焦糖蘋果120》和唐蘋有感情線。                                                                                        | 史泽鲲   |
| 李樹人          | 楊金       | 凌睿的同事。 |          |
| 范夢            | 詩意       | 凌睿的前緋聞女友、同學、同事。 |          |
| 屈剛            | 唐大偉     | 唐蘋之父，鹿鳴集團董事之一。 |          |
| 邱雨鑠          | 林奇       | 策劃部組長。 |          |
| 韓佳莉          | 劉萌萌     | 護士 |          |
| 李尋歡          | 小護士     | |          |
| 桂炘慧          | 金助理     | |          |
| 劉志            | 何助理     | |          |
| 肖添仁          | 少年凌睿   | |          |
| 駱夢晨          | 少年鹿方寧 | |          |

## 電視劇歌曲
| 曲序 | 曲目                               |         | 作曲    | 演唱        |
| ---- | ---------------------------------- | ------- | ------- | ----------- |
| 1.   | 〈三心愛意〉（主題曲）             | 李天陽  | 潘成    | 印子月      |
| 2.   | 〈聽聽心裡的話（國語版）〉（插曲） | 鐘抒瞳  | 宋辰    | 鐘抒瞳      |
| 3.   | 〈命定的安排〉（插曲）             | CherryY | CherryY | yusee       |
| 4.   | 〈不在我身邊〉（片尾曲）           | 毛慧    | 毛慧    | 劉振宇      |
| 5.   | 〈習慣你〉（插曲）                 | 亦天    | 亦天    | 周雨彤 龔俊 |
| 6.   | 〈好喜歡你〉                       | Three   | Three   | 王廣允      |
| 7.   | 〈戀愛就在今夜〉（片尾曲）         | 蔣沐函  | 蔣沐函  | 蔣沐函      |